# Obsjtina Trojan
Obsjtina Trojan (bulgariska: Община Троян) är en kommun i Bulgarien.   Den ligger i regionen Lovetj, i den centrala delen av landet, 120 km öster om huvudstaden Sofia. Antalet invånare är 21 997. Arean är 60 kvadratkilometer.
Obsjtina Trojan delas in i:
- Beli Osăm
- Borima
- Vrabevo
- Goljama Zjeljazna
- Debnevo
- Dălbok dol
- Kalejtsa
- Oresjak
- Terzijsko
- Tjerni Osăm
- Sjipkovo
- Dobrodan
- Lomets
- Staro selo
- Tjiflik

Följande samhällen finns i Obsjtina Trojan:
- Trojan